# Everybody's Golf 4
Everybody's Golf 4 (みんなのGOLF4?, Minna no Golf 4) (Hot Shots Golf Fore! in America del Nord ed Everybody's Golf in Europa) è il terzo videogioco della serie Everybody's Golf ed il primo ad essere pubblicato per console PlayStation 2. Il videogioco è stato pubblicato il 27 novembre 2003 in Giappone, il 17 agosto 2004 in America del Nord e il 23 settembre 2005 in Europa.
Questo gioco utilizza una fisica più realistica, più grafica più nitida, un numero maggiore di giocatori, di caddie e di campi, rispetto ai precedenti capitoli. Sono state inoltre aggiunte delle modalità di minigolf e di gioco online. Gli sviluppatori hanno aumentato il numero complessivo dei personaggi da 15 a 24, hanno aggiunto più caddie (10 in tutto) e aumentato il numero dei campi da 6 a 15. Di questi 15 campi da gioco, 10 sono nuovi, mentre cinque sono stati ripresi dai giochi precedente. Il gioco offre anche una modalità torneo dove fino a 32 giocatori possono gareggiare l'uno contro l'altro.
Nella versione americana ed europea del gioco sono presenti come personaggi giocabili o in ruoli cameo Ratchet (dalla serie Ratchet & Clank, nella sua prima apparizione) e Jak (dalla serie Jak and Daxter). Ratchet e Jak utilizzano come caddie rispettivamente Clank e Daxter. Un personaggio sbloccabile come caddie è Monkey Pipo (della serie Ape Escape).

## Accoglienza
La rivista Play Generation lo classificò come il terzo titolo superdeformed più deformato tra quelli disponibili su PlayStation 2.